# Ministerstwo Gospodarki Morskiej i Żeglugi Śródlądowej
Ministerstwo Gospodarki Morskiej i Żeglugi Śródlądowej (MGMiŻŚ) – polski urząd administracji rządowej obsługujący w latach 2015–2020 ministra właściwego do spraw czterech działów administracji rządowej: gospodarka morska, gospodarka wodna, rybołówstwo i żegluga śródlądowa.

## Kierownictwo
- Grzegorz Witkowski – podsekretarz stanu od 9 września 2016
- Anna Moskwa – podsekretarz stanu od 25 kwietnia 2017
- Mariola Chojnacka – dyrektor generalny od 2016

## Struktura organizacyjna
W skład ministerstwa wchodzi Gabinet Polityczny Ministra oraz następujące jednostki organizacyjne:
- Departament Edukacji Morskiej
- Departament Gospodarki Morskiej
- Departament Gospodarki Wodnej i Żeglugi Śródlądowej
- Departament Orzecznictwa i Kontroli Gospodarowania Wodami
- Departament Nadzoru Właścicielskiego
- Departament Prawny
- Departament Rybołówstwa
- Departament Współpracy Międzynarodowej
- Biuro Administracyjne
- Biuro Budżetowo-Finansowe
- Biuro Dyrektora Generalnego
- Biuro Kontroli i Audytu Wewnętrznego
- Biuro Ministra
- Biuro Obrony i Ochrony Informacji Niejawnych
- Biuro Prasowe.

Organy nadzorowane przez ministra:
- okręgowi inspektorzy rybołówstwa morskiego

Jednostki organizacyjne podległe ministrowi lub przez niego nadzorowane:
- Jednostki organizacyjne:
  - Biuro Koordynacji Projektu Ochrony Przeciwpowodziowej Dorzecza Odry i Wisły
  - Morska Służba Poszukiwania i Ratownictwa w Gdyni
  - Państwowe Gospodarstwo Wodne Wody Polskie w Warszawie
- Instytuty badawcze:
  - Instytut Meteorologii i Gospodarki Wodnej – Państwowy Instytut Badawczy w Warszawie
  - Instytut Morski w Gdańsku
  - Instytut Rybactwa Śródlądowego im. Stanisława Sakowicza w Olsztynie
  - Morski Instytut Rybacki – Państwowy Instytut Badawczy w Gdyni
- Izby morskie:
  - Izba Morska w Gdańsku z siedzibą w Gdyni
  - Izba Morska w Szczecinie
  - Odwoławcza Izba Morska w Gdańsku z siedzibą w Gdyni
- Urzędy administracji publicznej:
  - Główny Inspektorat Rybołówstwa Morskiego w Słupsku
  - Urząd Morski w Gdyni
  - Urząd Morski w Słupsku
  - Urząd Morski w Szczecinie
  - Urząd Żeglugi Śródlądowej w Bydgoszczy
  - Urząd Żeglugi Śródlądowej w Szczecinie
  - Urząd Żeglugi Śródlądowej we Wrocławiu
- Uczelnie morskie:
  - Uniwersytet Morski w Gdyni
  - Akademia Morska w Szczecinie
- Szkoły ponadpodstawowe:
  - Technikum Żeglugi Śródlądowej we Wrocławiu
  - Zespół Szkół Morskich im. Eugeniusza Kwiatkowskiego w Świnoujściu

## Historia
Ministerstwo zostało utworzone 8 grudnia 2015 (z mocą obowiązującą od dnia 16 listopada 2015) po wydzieleniu z dotychczasowego Ministerstwa Infrastruktury i Rozwoju komórek organizacyjnych i pracowników obsługujących dział gospodarka morska oraz po wydzieleniu z Ministerstwa Rolnictwa i Rozwoju Wsi komórek organizacyjnych i pracowników obsługujących dział rybołówstwo.
Zgodnie z przepisami obowiązującymi od 27 listopada 2015 do ministerstwa włączono komórki organizacyjne i pracowników Ministerstwa Infrastruktury i Budownictwa obsługujących dział żegluga śródlądowa.
Zgodnie z przepisami obowiązującymi od 9 stycznia 2018 do ministerstwa włączono komórki organizacyjne i pracowników Ministerstwa Środowiska obsługujących dział gospodarka wodna. 7 października 2020 weszło w życie rozporządzenie Rady Ministrów z dnia 7 października 2020 r. w sprawie zniesienia Ministerstwa Gospodarki Morskiej i Żeglugi Śródlądowej.

## Lista ministrów
- Rafał Wiechecki (LPR) – od 5 maja 2006 do 13 sierpnia 2007
- Marek Gróbarczyk (PiS) – od 13 sierpnia 2007 do 16 listopada 2007 oraz od 16 listopada 2015 do 6 października 2020